# Ariatollen
Ari Atoll är en geografisk atoll i Maldiverna.  Den ligger i den västra delen av landet. Atollen är 89 km lång och 30 km bred och består av 105 öar varav 16 är bebodda (12 960 invånare år 2014). Dessutom finns turistanläggningar på ett antal öar, dessa räknas officiellt som obebodda. Administrativt delas den in i de två administrativa atollerna Alif Alif och Alif Dhaal.
Bebodda öar i den norra delen (Alif Alif):
Bodufolhudhoo, Feridhoo, Himandhoo, Maalhos, Mathiveri och Ukulhas. 
Bebodda öar i den södra delen (Alif Dhaal):
Hangnaameedhoo, Omadhoo, Kunburudhoo, Dhangethi, Dhihdhoo, Dhigurah, Fenfushi, Maamigili, Mahibadhoo och Mandhoo.